# Abhasko-adigejski narodi
Abhasko-adigejski narodi (Sjeverozapadni kavkaski narodi), porodica naroda koja obuhvaća nekoliko manjih naroda koji govore jezicima abhasko-adigejske ili sjeverozapadne kavkaske jezične porodice. Narodi ove porodice rasprostranjeni su na području Kavkaza a granaju se na dvije glavne skupine, to su abhaska s Abhazima i Abazinima i adigejska ili čerkeska, te nestala ubiška skupina s Ubihima.